# Amaquemecan

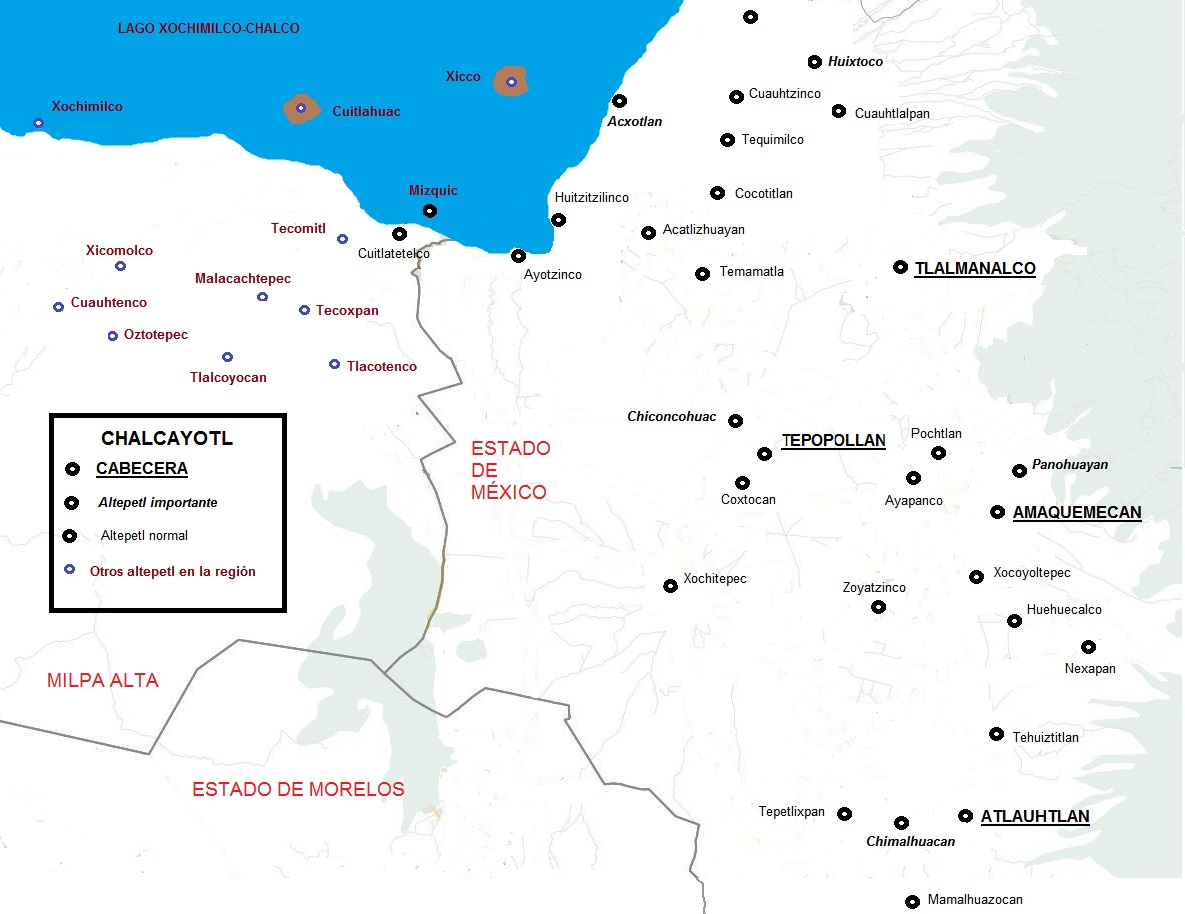
Mapa con los pueblos partícipes en la Chalcayotl.

Alrededor de 1268, los chichimeca llamados Totolimpanecas arribaron a Amaquemecan y poblaron las áreas que se conocieron como Itztlacozauhcan. Posteriores arribos de diversos grupos chichimecas Tlaylotlacas y Tenancas formaron Tlayllotlacan Amaquemecan, Tzacualtitlan Tenanco Amaquemecan y Atlauhtlan Tzacualtitlan Amaquemecan. Estos grupos tenían sus dominios propios. En 1336, otro dominio llamado Tlaylloltlacan Teohuacan se formó. Todas estas comunidades se conocen colectivamente como Amaquemecan. Las prácticas religiosas en esta área se realizaron principalmente en los templos y santuarios situados en cumbres de montañas y cuevas. En 1465, los aztecas conquistaron esta área al vencerdela junto con el resto de la Confederación Chalca (Chalcayotl), se sustituyeron sus líderes locales por gobernadores militares impuestos por los Mexicas y transformar la zona en una provincia tributaria.

## Cronología
- 1261 los Totolimpanecas vencen a los olmecas xicalancas xoctecas
- 1262 los Totolimpanecas establecen Amaquemecan
- 1269-1279 los Teotenancas llegan a pedir tierras a los Totolimpanecas para posteriormente fundar Tzacualtitlan Tenanco.
- 1295-1297 los Tecuanipantlacas arriban a Amaquemecan, bajo la tutela de su dios Citécatl
- 1304 Los Nonohualcas-Poyauhtecas-Panohuayantlacas arriban a Amaquemecan

## Lista de los tlahtohque chalcas
ITZTLACOZAUHCAN AMAQUEMECAN
1160-1174 Hecatl teuctli
1174-1241 Huehue teuctli (Ch.t. = Chichimecateuctli)
1241-1306 Atonal Ch.t.
1307-     Acxitl
1308-1363 Huehue teuctli II Ch.t.
1363-1392 Ipantlaquellotzin Ch.t.
1392-1407 Huehue Quetzalmaza Ch.t.
1407-1410 sin señor
1411-1465 Ayocuan Ch.t.
1465-1486 cuauhtlahtolloc de Quetzalpoyoma
1486-1499 Toyaotl Nonohualcatl Ch.t.
1499-1504 sin señor
1504-1511 Ayocuan Telpochtli II Ch.t.
1511-1514 Cihuaillaca
1514-1521 deposición nominal de Cihuaillaca
1521-1523 sin señor
1523-1547 don Thomas de San Martín Quetzalmaza Ch.t.
1548-1563 don Juan de Santo Domingo de Mendoza Tlacaeleltzin Ch.t.
1564-1580 don Gregorio de los Ángeles Tepoztlixayacatl Ch.t.
1580-1582 sin señor
1582-1587 don Tomás Telpochtli Ch.t.
1587-1591 sin señor
1591-...      don Juan Maldonado Mihyzahuitzin Ch..t.